# Dan Brouthers
Dennis Joseph Brouthers (Sylvan Lake, Nueva York, 8 de mayo de 1858-East Orange, Nueva Jersey, 2 de agosto de 1932), más conocido como Dan Brouthers, fue un jugador profesional estadounidense de béisbol que se desempeñó en la posición de primera base en las Grandes Ligas de Béisbol (MLB). Es miembro del Salón de la Fama del Béisbol.

## Carrera
Brouthers jugó como profesional dos temporadas en Troy Trojans (1979-1880), después pasó por varios equipos, Buffalo Bisons (1881-1885), Detroit Wolverines (1886-1888), Boston Braves (1889), Boston Reds (1890-1891), Brooklyn Dodgers (1892-1893), Baltimore Orioles (1894-1895), Louisville Colonels (1895), Philadelphia Phillies (1896), y finalmente, se unió a New York Giants, donde jugó una temporada (1904), y fue el equipo en el que se retiró.

## Reconocimiento
En 1945, ingresó como miembro al Salón de la Fama del Béisbol.